# Kostel Stětí svatého Jana Křtitele (Hostivař)
Kostel Stětí svatého Jana Křtitele v Hostivaři je římskokatolický farní kostel. Stavba původně ze 13. století byla na přelomu 18. a 19. století přestavěná v klasicistním slohu. Nachází se na malém náměstí v ulici Domkářská v Praze 15 v Hostivaři.

## Dějiny
Hostivařský kostel Stětí svatého Jana Křtitele je architektonicky poměrně prostá stavba. Její dnešní půdorys s románskou apsidou pochází zřejmě z období po přestavbě ve 13. století, podle jiných zdrojů dokonce z 11. století. Iniciátorem přestavby byl Sázavský klášter, pod jehož jurisdikci v rámci říčanského děkanátu kostel spadal.
Hostivařská farnost je poprvé zmíněna v roce 1352.

## Popis kostela

### Exteriér

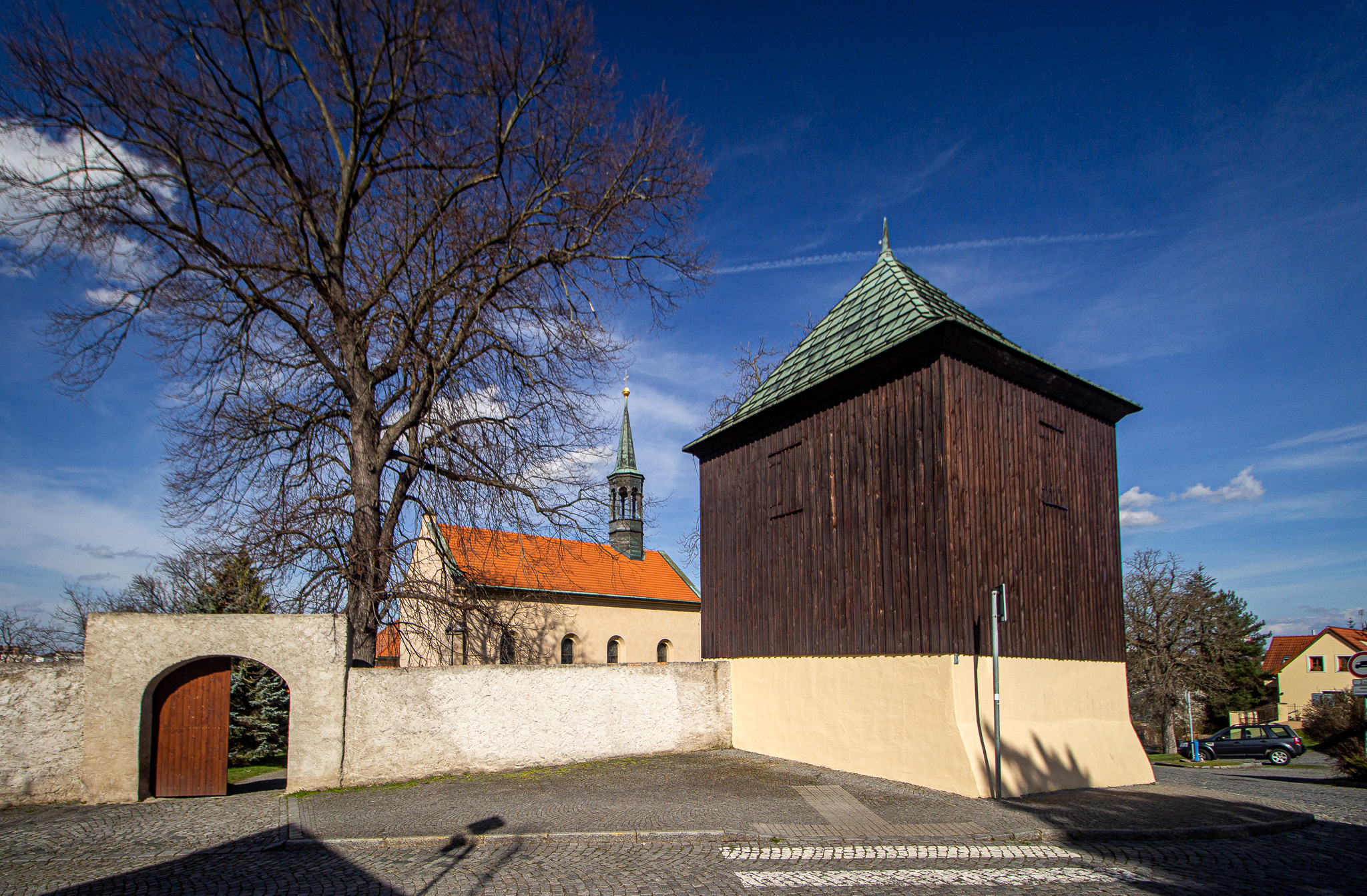
Dřevěná zvonice u kostela

Hostivařský kostel z venku působí poměrně prostým až strohým dojmem. Půdorys lodi kostela má tvar pravidelného obdélníku o rozměrech 17,80 × 9,20 metru a na ni organicky navazuje nejstarší část kostela - románská polokruhová apsida. Svoji dnešní podobu získal kostel po klasicistní přestavbě z přelomu 18. a 19. století. Jak potvrdil výzkum z let 1978–1985, dnešní předsazená vstupní část kostela na západní straně, stejně jako sakristie na severní straně u původního kostela nebyly. Obě přístavby přibyly později. V původní románské apsidě byla tři okna, symbolizující Nejsvětější Trojici. Ta byla v průběhu času zazděna, nahrazena jinými a poté opět obnovena.

### Interiér

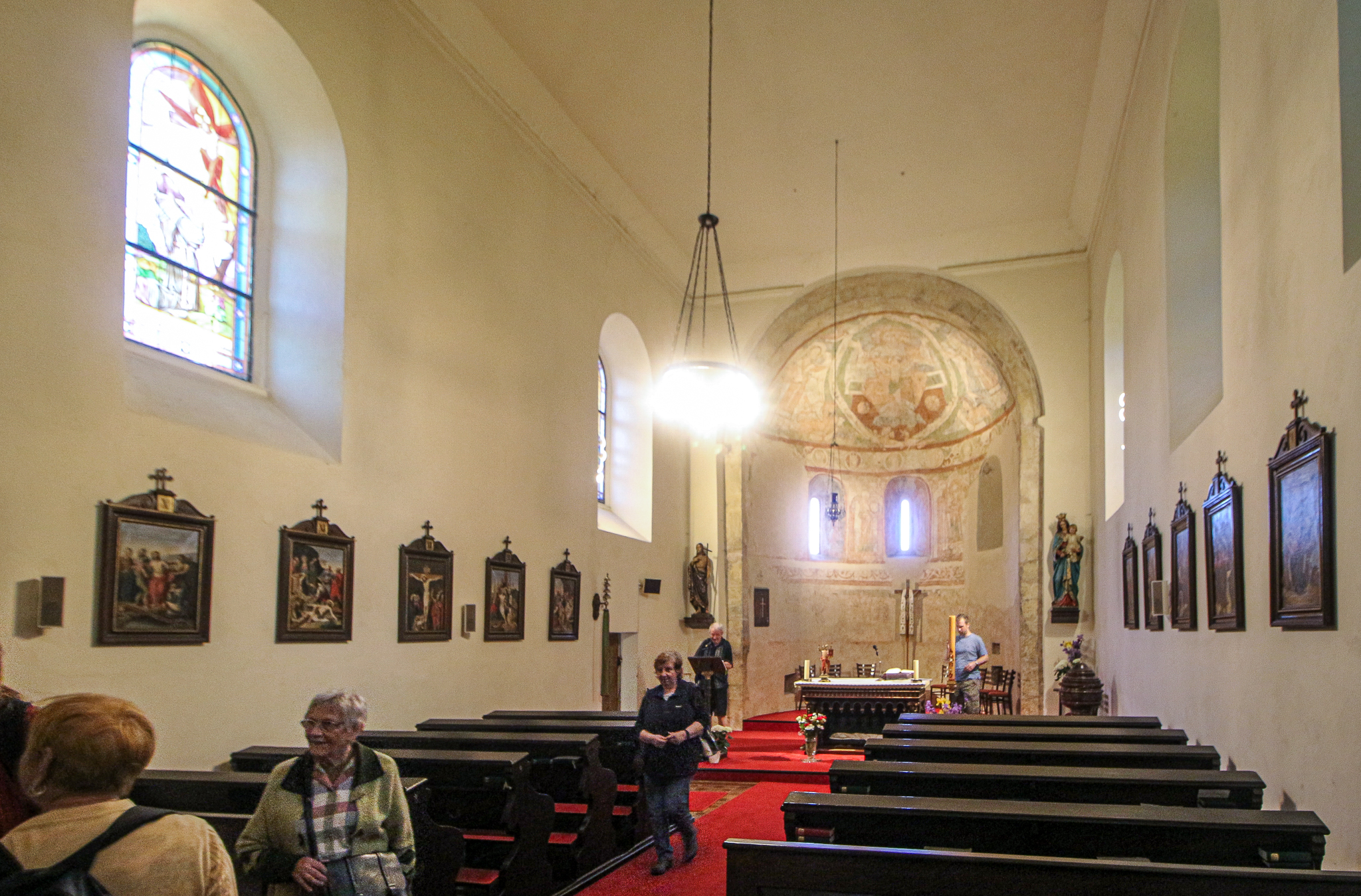
Interiér kostela

Obvodové zdi mají tloušťku přibližně 120 cm, čímž se vnitřní prostor kostela zmenšují přibližně 15,40 x 6,80 metru. Hlavní loď má strop rovný, zatímco apsida je zaklenuta konchou.
Výzdoba
Kněžiště s oltářem v románské apsidě ve zcela zadní části kostela je dochovaná vzácná nástěnná malba ze 13. století. Autor maleb je neznámý, nicméně dominantním výtvarným prostředkem je maleb je výrazný kontrast barev. Hlavním motivem malby je kruh s postavou Boha Otce na trůně a před ním kříž s ukřižovaným Kristem. Další vyobrazené postavy představují patrona kostela, svatého Jana Křtitele, dále biskup s palliem, zřejmě svatý Vojtěch a světici svatou Kateřinu Alexandrijskou a svaté apoštoly Petra a Pavla. Malby ve spodní části apsidy představují výjevy z Narození Krista. Podobou malbu je možné vidět již na počátku 12. století v rukopise z Cambrai westminsterské školy, či v rukopisech z počátku 14. století v Německu či Belgii, podobně jako na tympanonu severní části dómu v Erfurtu.
Před vstupem do kostela se nachází černá socha svatého Jana Nepomuckého se zlatým palmovým listem.

## Dřevěná zvonice
U kostela stojí samostatná dřevěná zvonice, v místě, kde býval kostelní hřbitov. Zvonice je jedna z nejstarších svého druhu v Česku.[zdroj?]

## Bohoslužby
Pravidelné bohoslužby se v kostele konají celoročně pravidelně v pondělky, úterky, středy, čtvrtky a pátky od 18:00 hodin. Sobota 8.00 hod. Nedělní pak od 8:00 a 11:00 hodin.
Vánoční bohoslužby se konají na Štědrý den 24. 12. (půlnoční mše sv. ve 22:00 hod.) a dále 25. 12. a 26. 12. v 8:00 a v 11:00.

## Zajímavosti vokolí
V okolí kostela Stětí Jana Křtitele se nachází Toulcův dvůr, někdejší tvrz.

## Galerie

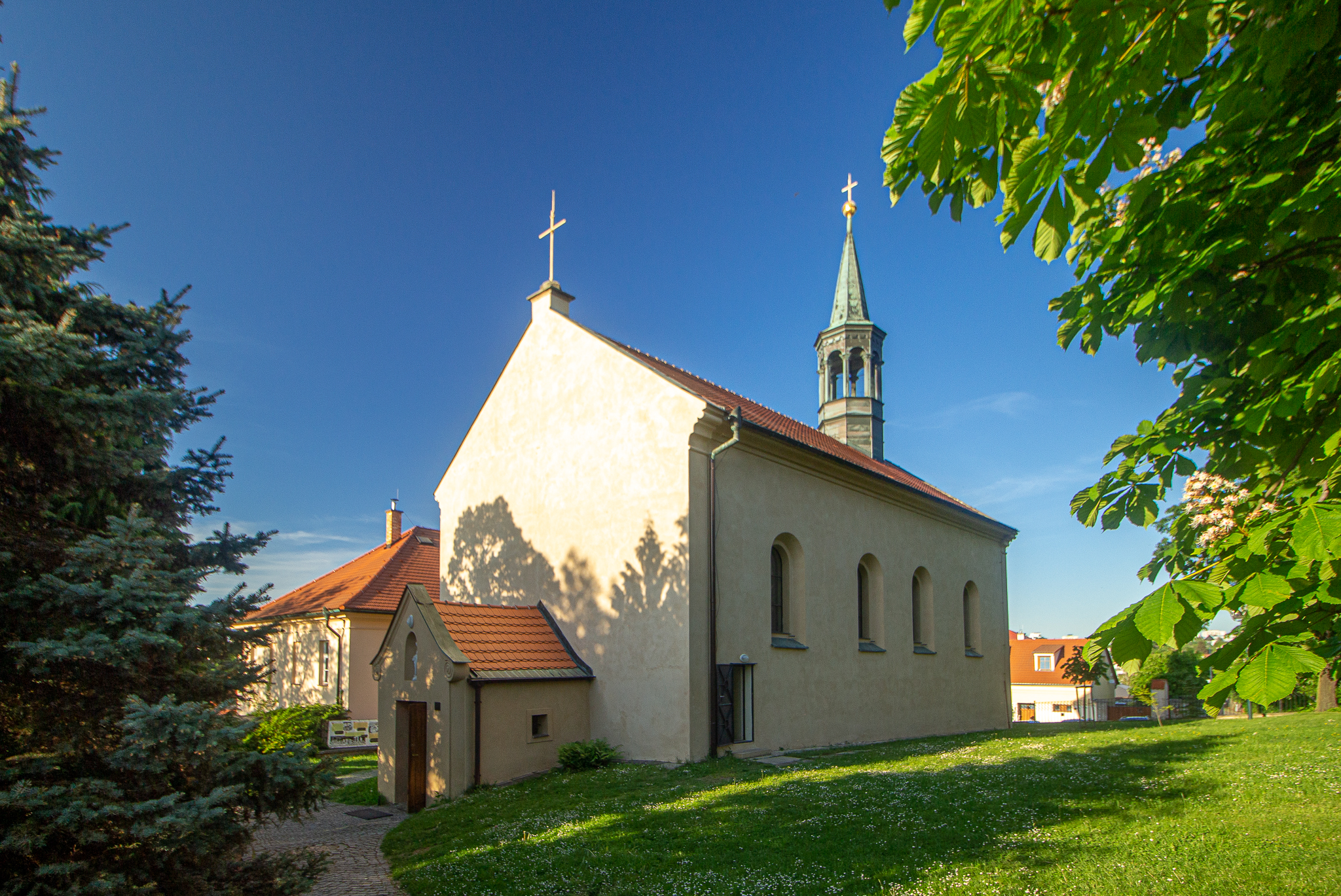
Kostel Stětí sv. Jana
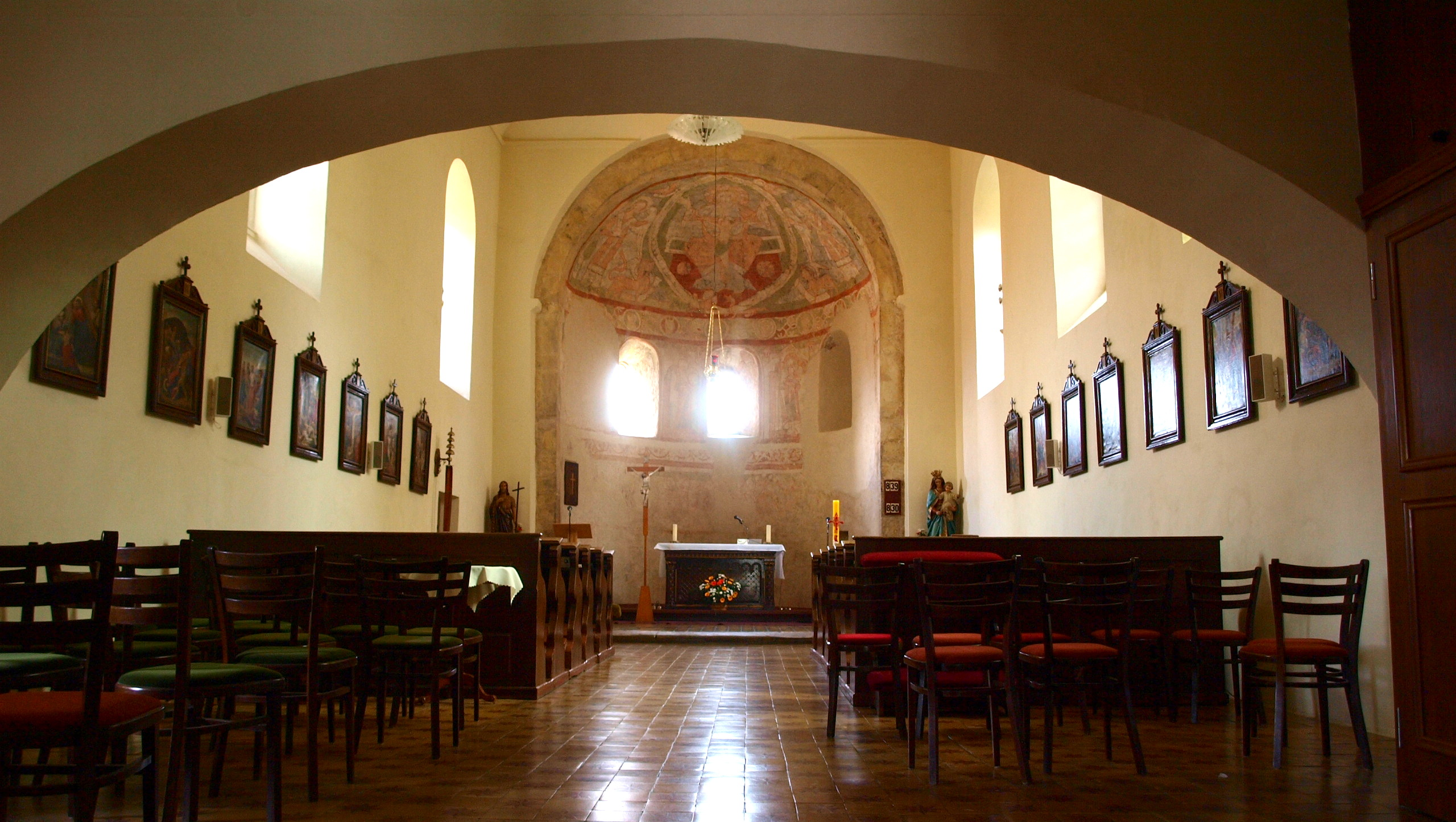
Interiér kostela
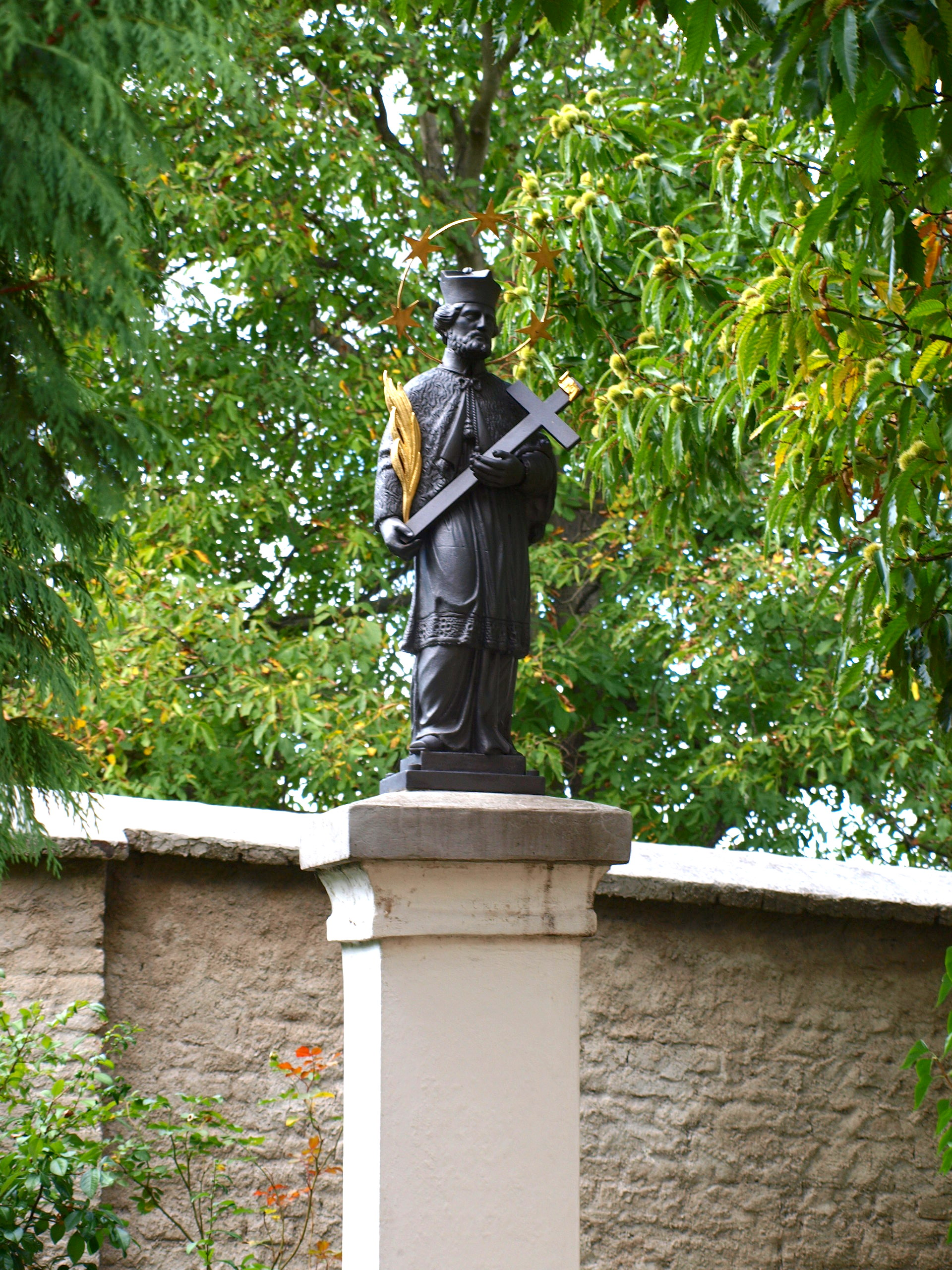
Socha svatého Jana Nepomuckého
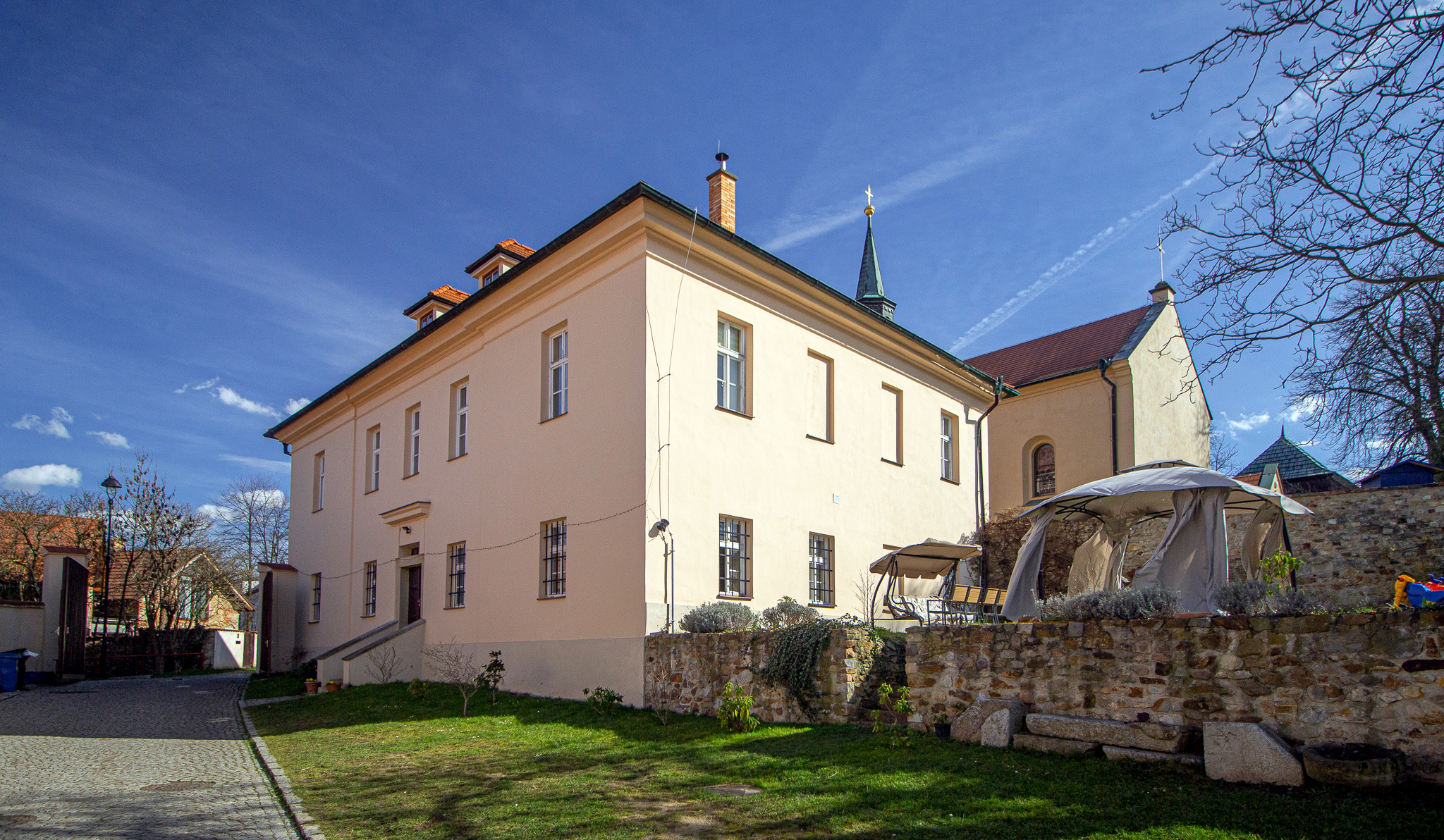
Zrekonstruovaná budova fary